# Какауридзе Акакій Автандилович
Ака́кій Автанди́лович Какаури́дзе (груз. აკაკი ავთანდილის ძე კაკაურიძე), також відомий як Акин Кулоглу (тур. Akın Kuloğlu; 6 лютого 1972, Кутаїсі — 20 серпня 2001, Дес-Плейнс) — радянський, грузинський та турецький боксер, призер чемпіонатів світу та Європи.

## Життєпис
Акакій Какауридзе народився в Кутаїсі, Грузія. Боксом займався зі шкільних років. 1990 року зайняв перші місця на молодіжному чемпіонаті Європи в Чехословаччині і на молодіжному чемпіонаті світу в Лімі, Перу. Того ж року ввійшов до складу збірної СРСР.
Після розпаду СРСР переїхав на постійне проживання в Туреччину і виступав під турецьким прапором під ім'ям Акин Кулоглу. На чемпіонаті світу 1993 в категорії до 75 кг Акин Кулоглу, здобувши чотири перемоги над суперниками, у тому числі в півфіналі над Василем Жировим (Казахстан) — 9-2, і програвши в фіналі Аріелю Ернандес (Куба) — 7-9, завоював срібну медаль.
На чемпіонаті Європи 1993, здобувши перемоги над Людовітом Плачеткою (Чехія) та Жолтом Ердеї (Угорщина) і програвши в півфіналі Олександру Лебзяку (Росія) — 3-12, завоював бронзову медаль.
Через велику конкуренцію в складі збірної Туреччини Акин Куроглу не потрапляв на Олімпійські ігри 1996 під турецьким прапором і тому взяв участь у складі збірної Грузії, виступаючи під ім'ям Акакій Какауридзе.
- В 1/16 фіналу переміг Рікардо Аранеду (Чилі) — 10-3
- В 1/8 фіналу програв Мохамеду Бахарі (Алжир) — 5-8

Після Олімпіади 1996 Куроглу повернувся до Туреччини і брав участь ще у багатьох міжнародних турнірах під її прапором.
На чемпіонаті світу 1999 здобув три перемоги, а в півфіналі програв Адріану Д'якону (Румунія) — 2-10 і отримав бронзову медаль.
Кулоглу пройшов відбір на Олімпійські ігри 2000, на яких зупинився за крок до медалі.
- В 1/16 фіналу переміг Маріано Карреру (Аргентина) — RSC
- В 1/8 фіналу здобув перемогу над Ім Чон Бин (Південна Корея) після відмови того від продовження бою перед четвертим раундом через травму
- В чвертьфіналі програв Вугару Алекперову (Азербайджан) — 8-18

Після завершення виступів Какауридзе переїхав до США, де працював таксистом. 20 серпня 2001 року в містечку Дес-Плейнс попав на своєму таксі в автокатастрофу і загинув.